# Bendegúz Bolla
Pour les articles homonymes, voir Bolla.
Bendegúz Bolla, né le 22 novembre 1999 à Székesfehérvár, est un footballeur international hongrois qui joue au poste de latéral droit au Rapid Vienne.

## Biographie

### En club
Bendegúz Bolla est formé au Maroshegy SE, au Videoton FC, au Főnix Gold puis au MTK Budapest de 2014 à 2017.
En 2017, il fait son retour au Videoton FC, où il devient professionnel. Il dispute son premier match en professionnel le 24 octobre 2017 face au FC Dabas en coupe de Hongrie (victoire 4-0), en remplaçant Marko Šćepović à la mi-temps. Il dispute son premier match en championnat de Hongrie le 2 juin 2018 lors de l'ultime journée sur la pelouse du Diósgyőri VTK (défaite 2-1). Le Videoton FC est sacré champion de Hongrie à l'issue de la saison.
Le 24 juillet 2018, il est prêté au BFC Siófok, qui évolue en deuxième division hongroise. Il s'impose immédiatement comme un titulaire indiscutable, et marque son premier but en professionnel le 12 août 2018 face au Vasas SC (défaite 1-2). Son prêt prend fin à la fin de l'année 2018. Il est à nouveau prêté, cette fois au Zalaegerszeg TE, toujours dans le même championnat, et est aussi un titulaire indiscutable, et mène son club au titre de champion de deuxième division. Bolla est à nouveau prêté au Zalaegerszeg TE pour son retour en première division après sept ans passés dans l'antichambre, et Bolla dispute 27 des 33 matchs de championnat.
À l'issue de la saison 2019-2020, Bolla retourne au MOL Fehérvár, où il devient titulaire. Il dispute notamment son premier match européen le 17 septembre 2020 face au Hibernians FC en second tour préliminaire de Ligue Europa. Vidi élimine ensuite le Stade de Reims avant de voir son parcours prendre fin en barrages face au Standard de Liège.
Le 17 juillet 2021, Bolla rejoint les Wolverhampton Wanderers, qui le prêtent immédiatement pour une saison au Grasshopper Zurich, de retour en première division suisse. Il commence la saison en tant que titulaire. Il quitte le club à la fin de la saison.
En août 2023, il est prêté par son club, Wolverhampton Wanderers, au Servette FC qui évolue dans le Championnat suisse en 1ère division pour une saison. Il remporte la Coupe de Suisse 23 ans après son dernier titre. À la suite de la non-activation de l'option qu'avait le club genevois, le Servette FC annonce son départ le 19 juin 2024.
En juin 2024, il quitte les Wolves pour rejoindre la capitale autrichienne et le Rapid Vienne, il signé un contrat jusqu'à la fin de la saison 2026-2027.

### En sélection
Bendegúz Bolla est international hongrois des moins de 18 et 19 ans, et aussi des espoirs. Il est le capitaine de la sélection lors de l'Euro espoirs 2021 disputé à domicile, mais les Hongrois terminent dernier de leur poule avec trois défaites en autant de matchs. Bolla inscrit tout de même un but face aux Pays-Bas lors de l’ultime journée (défaite 6-1).
Il est appelé pour la première fois en équipe de Hongrie A par Marco Rossi en septembre 2020 pour disputer la Ligue des Nations, mais il ne rentre pas en jeu. 
Il est tout de même convoqué pour disputer l'Euro 2020, que la Hongrie dispute en phase de groupe à Budapest et à Munich. 
Il honore sa première sélection le 4 juin 2021 en match amical de préparation à l'Euro face à Chypre (victoire 1-0), en remplaçant Gergő Lovrencsics à l'heure de jeu. Il est titularisé quatre jours plus tard face à l'Irlande, toujours en amical, avant d'être remplacé à la mi-temps. 
Il ne dispute aucun match lors de l'Euro 2020, et voit ses coéquipiers terminer à la dernière place du groupe malgré deux matchs nuls face à la France et l'Allemagne, ainsi qu'une défaite contre le Portugal. Il dispute son premier match non amical le 2 septembre 2021 contre l'Angleterre (défaite 0-4).
En mai 2024, il est sélectionné par Marco Rossi pour participer à l'Euro 2024 avec la Hongrie.

## Style de jeu
Bendegúz Bolla est décrit comme un latéral droit offensif, pouvant même jouer au poste d'ailier droit. Il est prompt à presser son vis-à-vis et à récupérer la possession, tandis qu'il fait preuve d'une grande volonté d'aller vers l'avant afin de créer des opportunités et d’entrer dans la surface.

## Statistiques

### En club
| Saison                | Club                      | Championnat           | Championnat | Championnat | Coupe(s) nationale(s) | Coupe(s) nationale(s) | Compétition(s) continentale(s) | Compétition(s) continentale(s) | Compétition(s) continentale(s) | Total | Total |
| Saison                | Club                      | Division              | M.          | B.          | M.                    | B.                    | Comp.                          | M.                             | B.                             | M.    | B.    |
| 2017-2018             | Videoton FC               | Nemzeti Bajnokság I   | 1           | 0           | 1                     | 0                     | -                              | -                              | -                              | 2     | 0     |
| 2020-2021             | MOL Fehérvár              | Nemzeti Bajnokság I   | 27          | 0           | 7                     | 1                     | C3                             | 3                              | 0                              | 37    | 1     |
| 2021-2022             | MOL Fehérvár              | Nemzeti Bajnokság I   | -           | -           | -                     | -                     | C4                             | 1                              | 0                              | 1     | 0     |
| Sous-total            | Sous-total                | Sous-total            | 28          | 0           | 8                     | 1                     | -                              | 4                              | 0                              | 40    | 1     |
| 2018-2019             | BFC Siófok (prêt)         | Nemzeti Bajnokság II  | 18          | 3           | -                     | -                     | -                              | -                              | -                              | 18    | 3     |
| 2018-2019             | Zalaegerszeg TE (prêt)    | Nemzeti Bajnokság II  | 16          | 0           | -                     | -                     | -                              | -                              | -                              | 16    | 0     |
| 2019-2020             | Zalaegerszeg TE (prêt)    | Nemzeti Bajnokság I   | 27          | 1           | 1                     | 0                     | -                              | -                              | -                              | 28    | 1     |
| Sous-total            | Sous-total                | Sous-total            | 61          | 4           | 1                     | 0                     | -                              | -                              | -                              | 62    | 4     |
| 2021-2022             | Grasshopper Zurich (prêt) | Super League          | 30          | 4           | 1                     | 0                     | C4                             | -                              | -                              | 31    | 4     |
| 2022-2023             | Grasshopper Zurich (prêt) | Super League          | 32          | 2           | 2                     | 0                     | -                              | -                              | -                              | 34    | 2     |
| Sous-total            | Sous-total                | Sous-total            | 62          | 6           | 3                     | 0                     | -                              | 0                              | 0                              | 65    | 6     |
| Total sur la carrière | Total sur la carrière     | Total sur la carrière | 151         | 10          | 12                    | 0                     | -                              | 4                              | 0                              | 167   | 10    |

### Matchs internationaux
| Matchs internationaux de Bendegúz Bolla | Matchs internationaux de Bendegúz Bolla | Matchs internationaux de Bendegúz Bolla | Matchs internationaux de Bendegúz Bolla | Matchs internationaux de Bendegúz Bolla | Matchs internationaux de Bendegúz Bolla | Matchs internationaux de Bendegúz Bolla                              |
| #                                       | Date                                    | Lieu                                    | Adversaire                              | Résultat                                | Compétition                             | Notes                                                                |
| --------------------------------------- | --------------------------------------- | --------------------------------------- | --------------------------------------- | --------------------------------------- | --------------------------------------- | -------------------------------------------------------------------- |
| 1                                       | 4 juin 2021                             | Stade Ferenc-Szusza, Budapest, Hongrie  | Chypre                                  | 1 - 0                                   | Match amical                            | Entre en jeu à la place de Gergő Lovrencsics à la 60e minute de jeu. |
| 2                                       | 8 juin 2021                             | Stade Ferenc-Szusza, Budapest, Hongrie  | République d'Irlande                    | 0 - 0                                   | Match amical                            | Remplacé par Gergő Lovrencsics à la 46e minute de jeu.               |
| 3                                       | 2 septembre 2021                        | Stade Ferenc-Puskás, Budapest, Hongrie  | Angleterre                              | 0 - 4                                   | Qualifications à la Coupe du monde 2022 | Remplacé par Kevin Varga à la 70e minute de jeu.                     |
| 4                                       | 12 octobre 2021                         | Stade de Wembley, Londres, Angleterre   | Angleterre                              | 1 - 1                                   | Qualifications à la Coupe du monde 2022 | Entre en jeu à la place de Loïc Nego à la 93e minute de jeu.         |

## Palmarès
| Videoton FC / MOL Fehérvár - Championnat de Hongrie (1) : - Champion : 2017-2018. - Coupe de Hongrie : - Finaliste : 2020-2021. |  | Zalaegerszeg TE - Championnat de Hongrie de deuxième division (1) : - Champion : 2018-2019. |

| Servette FC - Coupe de Suisse (1) : - Vainqueur : 2023-2024. |